# 伊瓦赫尼夫卡
50°43′42″N 35°7′40″E / 50.72833°N 35.12778°E
伊瓦赫尼夫卡（烏克蘭語：Івахнівка）是位於烏克蘭東北部的村莊，由蘇梅州蘇梅區的上瑟羅瓦特卡市鎮負責管轄。該村處於博羅姆利亞河畔，距離亞塞諾克2公里，海拔高度197米，2001年人口9。